# Premis Oscar de 1960
Els Premis Oscar de 1960 (en anglès: 33rd Academy Awards) foren presentats el 17 d'abril de 1961 en una cerimònia realitzada al Santa Monica Civic Auditorium de Los Angeles.
La cerimònia tingué una presentació a càrrec de Bob Hope.

## Curiositats
La pel·lícula triomfadora de la nit fou L'apartament de Billy Wilder, una comèdia en blanc i negre que es convertí en l'últim film en blanc i negre en aconseguir el premi a millor pel·lícula fins a la victòria de La llista de Schindler de Steven Spielberg (1993) i The Artist de Michel Hazanavicius (2011). La gran perdedora de la nit fou el musical Pepe de George Sidney, que amb 7 nominacions no aconseguí cap premi.
Gary Cooper fou guardonat amb un premi Honorífic a la seva carrera, però hagué de recollir el premi el seu amic James Stewart, ja que patia un càncer i estava molt dèbil en aquell moment. De fer, Cooper morí el 13 de maig d'aquell mateix any.

## Premis
| Millor pel·lícula | Millor director |
| --- | --- |
| - L'apartament (Billy Wilder per The Mirisch Company i United Artists) - El Álamo (John Wayne per The Alamo Company i United Artists) - Elmer Gantry (Bernard Smith per United Artists) - Sons and Lovers (Jerry Wald per Twentieth Century Fox) - Tres vides errants (Fred Zinnemann per Warner Bros.) | - Billy Wilder per L'apartament - Alfred Hitchcock per Psicosi - Jules Dassin per Poté tin kyriaki - Jack Cardiff per Sons and Lovers - Fred Zinnemann per Tres vides errants |
| Millor actor | Millor actriu |
| - Burt Lancaster per Elmer Gantry com a Elmer Gantry - Trevor Howard per Sons and Lovers com a Walter Morel - Jack Lemmon per L'apartament com a C.C. Baxter - Laurence Olivier per The Entertainer com a Archie Rice - Spencer Tracy per L'herència del vent com a Henry Drummond | - Elizabeth Taylor per Una dona marcada com a Gloria Wandrous - Greer Garson per Sunrise at Campobello com a Eleanor Roosevelt - Deborah Kerr per Tres vides errants com a Ida Carmody - Shirley MacLaine per L'apartament com a Fran Kubelik - Melina Mercouri per Poté tin kyriaki com a Ilya |
| Millor actor secundari | Millor actriu secundària |
| - Peter Ustinov per Espàrtac com a Lèntul Batiat - Peter Falk per Murder, Inc. com a Abe Reles - Jack Kruschen per L'apartament com a Dr. Dreyfuss - Sal Mineo per Èxode com a Dov Landau - Chill Wills per El Álamo com a Beekeeper | - Shirley Jones per Elmer Gantry com a Lulu Bains - Glynis Johns per Tres vides errants com a Mrs. Firth - Shirley Knight per A dalt de l'escala és fosc com a Reenie Flood - Janet Leigh per Psicosi com a Marion Crane - Mary Ure per Sons and Lovers com a Clara Dawes |
| Millor guió original | Millor guió adaptat |
| - Billy Wilder i I. A. L. Diamond per L'apartament - Marguerite Duras per Hiroshima mon amour - Richard Gregson, Michael Craig i Bryan Forbes per The Angry Silence - Melvin Frank i Norman Panama per The Facts of Life - Jules Dassin per Poté tin kyriaki | - Richard Brooks per Elmer Gantry (sobre hist. de Sinclair Lewis) - Nedrick Young i Harold Jacob Smith per Inherit the Wind (sobre obra teatre de Jerome Lawrence i Robert E. Lee) - Gavin Lambert i T. E. B. Clarke per Sons and Lovers (sobre hist. de D. H. Lawrence) - Isobel Lennart per Tres vides errants (sobre hist. de Jon Cleary) - James Kennaway per Tunes of Glory (sobre hist. de James Kennaway) |
| Millor pel·líucula de parla no anglesa | |
| - La font de la donzella d'Ingmar Bergman (Suècia) - Kapò de Gillo Pontecorvo (Itàlia) - La veritat d'Henri-Georges Clouzot (França) - Macario de Roberto Gavaldón (Mèxic) - Deveti krug de France Štiglic (Iugoslàvia) | |
| Millor banda sonora - Dramàtica o còmica | Millor banda sonora - Musical o adaptació |
| - Ernest Gold per Èxode - André Previn per Elmer Gantry - Alex North per Espàrtac - Dimitri Tiomkin per El Álamo - Elmer Bernstein per Els set magnífics | - Morris Stoloff i Harry Sukman per Cançó immortal - André Previn per Bells Are Ringing - Nelson Riddle per Can-Can - Johnny Green per Pepe - Lionel Newman i Earle H. Hagen per El multimilionari |
| Millor cançó original | Millor so |
| - Manos Hatzidakis (música i lletra) per Poté tin kyriaki ("Ta Pediá tou Pireá") - Jimmy Van Heusen (música); Sammy Cahn (lletra) per High Time ("The Second Time Around") - André Previn (música); Dory Previn (lletra) per Pepe ("Faraway Part of Town") - Dimitri Tiomkin (música); Paul Francis Webster (lletra) per El Álamo ("The Green Leaves of Summer") - Johnny Mercer (música i lletra) per The Facts of Life de The Facts of Life | - Gordon E. Sawyer and Fred Hynes per El Álamo - Gordon E. Sawyer per L'apartament - Franklin E. Milton per Cimarron - Charles Rice per Pepe - George R. Groves per Sunrise at Campobello |
| Millor direcció artística - Blanc i negre | Millor direcció artística - Color |
| - Alexander Trauner; Edward G. Boyle per L'apartament - Hal Pereira i Walter Tyler; Sam Comer i Arthur Krams per Un marcià a Califòrnia - Joseph Hurley i Robert Clatworthy; George Milo per Psicosi - Tom Morahan; Lionel Couch per Sons and Lovers - Joseph McMillan Johnson i Kenneth A. Reid; Ross Dowd per The Facts of Life | - Alexander Golitzen i Eric Orbom; Russell A. Gausman i Julia Heron per Espàrtac - George Davis i Addison Hehr; Henry Grace, Hugh Hunt i Otto Siegel per Cimarron - Hal Pereira i Roland Anderson; Sam Comer i Arrigo Breschi per Capri - Ted Haworth; Set Decoration: William Kiernan per Pepe - Edward Carrere; George James Hopkins per Sunrise at Campobello                                                 |
| Millor fotografia - Blanc i negre | Millor fotografia - Color |
| - Freddie Francis per Sons and Lovers - Joseph LaShelle per L'apartament - Ernest Laszlo per L'herència del vent - John L. Russell per Psicosi - Charles Lang, Jr. per The Facts of Life | - Russell Metty per Espàrtac - Joseph Ruttenberg i Charles Harten per Una dona marcada - Sam Leavitt per Èxode - Joseph MacDonald per Pepe - William H. Clothier per El Álamo |
| Millor vestuari - Blanc i negre | Millor vestuari - Color |
| - Edith Head i Edward Stevenson per The Facts of Life - Marik Vos per La font de la donzella - Deni Vachlioti per Poté tin kyriaki - Howard Shoup per The Rise and Fall of Legs Diamond - Bill Thomas per Seven Thieves | - Bill Thomas i Valles per Espàrtac - Irene Sharaff per Can-Can - Irene per Midnight Lace - Edith Head per Pepe - Marjorie Best per Sunrise at Campobello |
| Millor muntatge | Millors efectes especials |
| - Daniel Mandell per L'apartament - Frederic Knudtson per L'herència del vent - Viola Lawrence i Al Clark per Pepe - Robert Lawrence per Espàrtac - Stuart Gilmore per El Álamo | - Gene Warren i Tim Baar per La màquina del temps - A.J. Lohman per The Last Voyage |
| Millor documental | Millor curtmetratge documental |
| - The Horse with the Flying Tail de Larry Lansburgh - Rebel in Paradise de Robert D. Fraser | - Giuseppina de James Hill - Beyond Silence (U.S. Information Agency) - En by ved navn København (Statens Filmcentral) - George Grosz' Interregnum de Charles Carey i Altina Carey - Universe de Colin Low |
| Millor curtmetratge | Millor curtmetratge d'animació |
| - Day of the Painter de Robert P. Davis - The Creation of Woman de Charles F. Schwep i Ismail Merchant - Islands of the Sea de Walt Disney - A Sport Is Born de Leslie Winik | - Munro de William L. Snyder - Goliath II de Walt Disney - High Note (Warner Bros.) - Mouse and Garden (Warner Bros.) - O místo na slunci de Frantisek Vystrcil |

## Oscars Honorífics

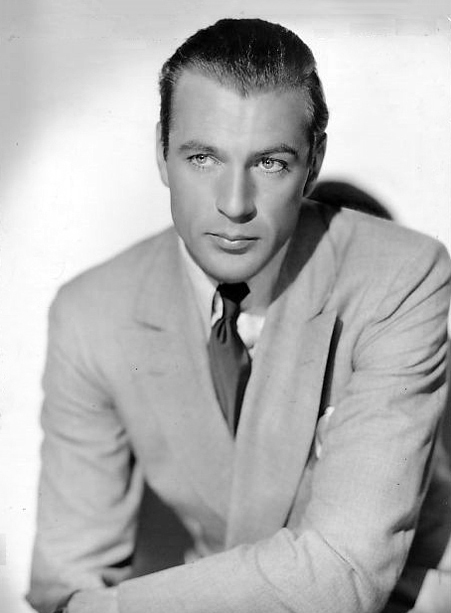
Gary Cooper el 1936.

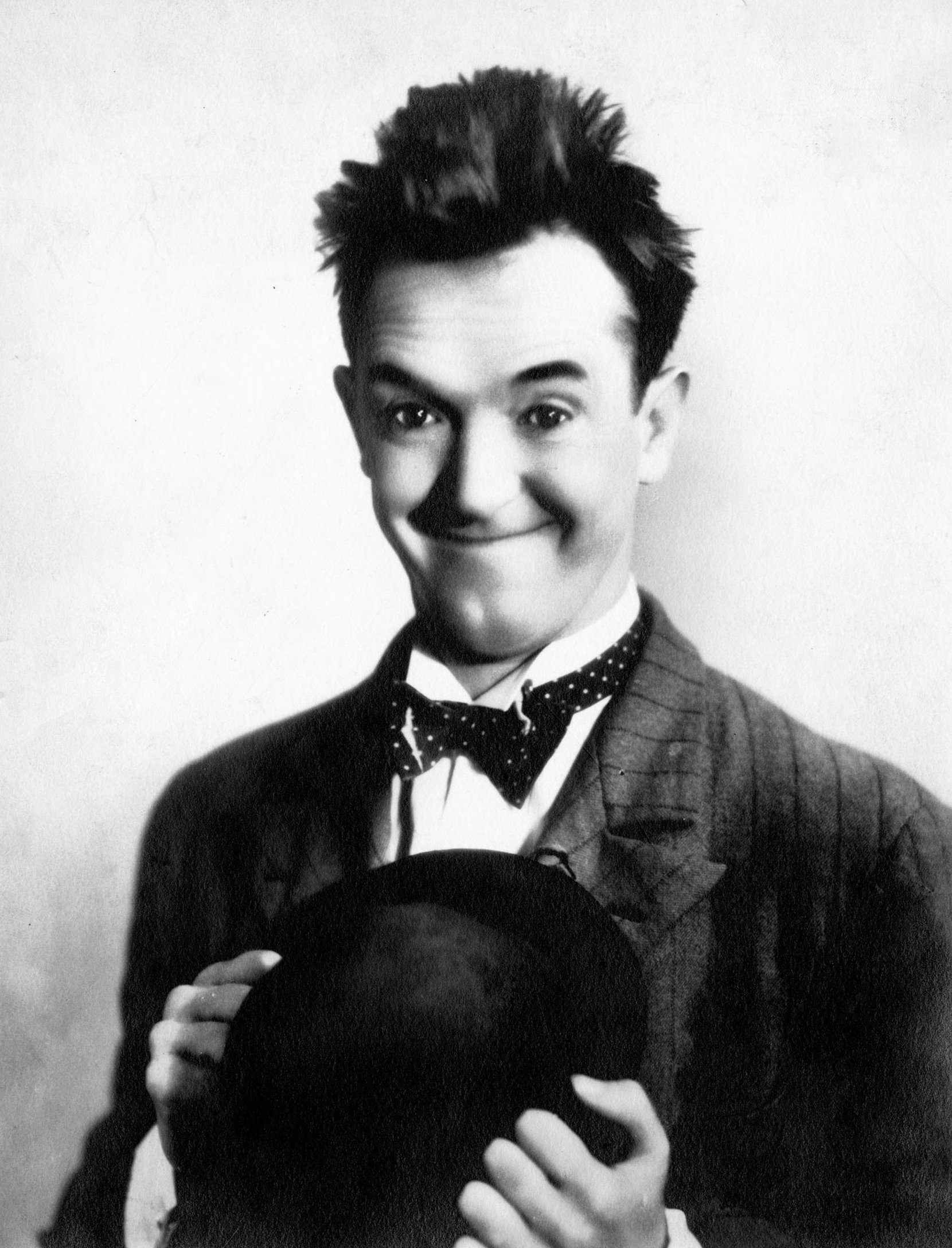
Stan Laurel a la dècada de 1920.

- Gary Cooper[1]- per les seves nombroses memorables actuacions a la pantalla i el reconeixement internacional que, individualment, s'ha guanyat en la indústria cinematogràfica. [estatueta]
- Stan Laurel[2] - per la seva creació pionera en el camp del cinema de comèdia. estatueta

## Oscar Juvenil
- Hayley Mills - per Pollyanna, l'actuació juvenil més destacada de 1960. [estatueta en miniatura]

## Premi Humanitari Jean Hersholt
- Sol Lesser

## Presentadors
- Steve Allen i Jayne Meadows: millor cançó
- Polly Bergen i Richard Widmark: millors efectes especials
- Yul Brynner: millor actriu
- Kitty Carlisle i Moss Hart: millor guió original i adaptat
- Cyd Charisse i Tony Martin: millor fotografia
- Betty Comden i Adolph Green: millor muntatge
- Wendell Corey i Susan Strasberg: millors curtmetratges
- Tony Curtis i Janet Leigh: millors documentals
- Bobby Darin i Sandra Dee: millor música
- Greer Garson: millor actor
- Hugh Griffith: millor actriu secundària
- Audrey Hepburn: millor pel·lícula
- Jim Hutton i Paula Prentiss: millor so
- Eric Johnston: millor pel·lícula de parla no anglesa
- Danny Kaye: Premi Honorífic a Stan Laurel
- Gina Lollobrigida: millor director
- Tina Louise i Tony Randall: millor direcció artística
- Barbara Rush i Robert Stack: millor vestuari
- Eva Marie Saint: millor actor secundari
- Shirley Temple: Premi Juvenil a Hayley Mills
- William Wyler: Premi Honorífic a Gary Cooper

### Actuacions
- The Brothers Four interpreten "The Green Leaves of Summer" de El Álamo
- Connie Francis interpreta "Ta Pediá tou Pireá" de Poté tin kyriaki
- The Hi-Lo's interpreten "The Facts of Life" de The Facts of Life
- Jane Morgan interpreten "The Second Time Around" de High Time
- Sarah Vaughan interpreta "The Faraway Part of Town" de Pepe

## Múltiples nominacions i premis
| Les següents pel·lícules van rebre diverses nominacions: - 10 nominacions: L'apartament - 7 nominacions: El Álamo, Pepe i Sons and Lovers - 6 nominacions: Spartacus - 5 nominacions: Elmer Gantry, The Facts of Life, Poté tin kyriaki i Tres vides errants - 4 nominacions: L'herència del vent, Psicosi i Sunrise at Campobello - 3 nominacions: Èxode - 2 nominacions: Can-Can, Cimarron, Una dona marcada i El llac de la donzella | Les següents pel·lícules van rebre més d'un premi: - 5 premis: L'apartament - 4 premis: Spartacus - 3 premis: Elmer Gantry |